# الشبكة الأوروبية للتحقيق في التنافر بين الجنسين
الشبكة الأوروبية لاستقصاء عدم التطابق الجندري هي دراسة حشدية مستقبلية متعددة المراكز مشتركة حول عدم التطابق الجندري بدأت في عام 2010 وتجريها عيادات متعددة للتحول الجنسي في أوروبا. تشمل العيادات المشاركة في هذه المبادرة:
- مركز الخبرة في خلل الهوية الجنسية في مراكز جامعة أمستردام الطبية، موقع VUmC في أمستردام، هولندا.
- مركز علم الجنس والجندر في مستشفى جامعة غنت في غنت، بلجيكا.
- المركز الطبي الجامعي هامبورغ-إيبيندورف في هامبورغ، ألمانيا.
- مستشفى جامعة أوسلو، ريكشوسبيتاليت في أوسلو، النرويج.
- المستشفى الجامعي لجامعة فلورنسا في فلورنسا، إيطاليا.[1][2]

قامت العيادات المشاركة في مبادرة الشبكة الأوروبية لاستقصاء عدم التطابق الجندري بتطوير بروتوكول مشترك للدراسة والعلاج وتحافظ على قاعدة بيانات مشتركة. تشمل الدراسة جزءًا غددًا داخليًا لتقييم تأثيرات العلاج الهرموني للمتحولين جنسياً على الأشخاص المتغابرين نسوياً والمتغابرين ذكورياً.